# Shinjuku Mitsui Building
Le Shinjuku Mitsui Building est un gratte-ciel de Tokyo qui mesure 224,9 m pour 55 étages.

## Description
Le Shinjuku Mitsui Building est un immeuble de grande hauteur situé à Nishi Shinjuku, Shinjuku, à Tokyo. Il appartient à l'entreprise immobilière Mitsui Fudosan. C'est l'un des dix plus hauts bâtiments de Tokyo, et il a été le plus haut bâtiment de Tokyo et du Japon de septembre 1974 à mars 1978, année où le Sunshine 60 a été achevé.
Il a été construit dans le style des gratte-ciel construits aux États-Unis dans les années 1970. Il se distingue par les diagonales noires de ses façades Est et Ouest. Au pied du gratte-ciel se trouvent un jardin en contrebas et une grande place. En plus du jardin en contrebas, il y a également un jardin sur le toit.
Avec ses façades noires, le Shinjuku Mitsui Building se distingue des autres gratte-ciel de Shinjuku. Il est situé à côté du Shinjuku Center Building, qui est deux mètres moins élevé, mais semble plus grand, car son premier étage est situé sur un terrain plus élevé. Il est apparu dans le film Le retour de Godzilla. 

## Structure
La hauteur du bâtiment est de 212 mètres jusqu'au sommet du toit, et de 225 mètres jusqu'au sommet architectural. Le hall d'entrée se trouve au deuxième étage. Les renforts en acier en forme de X sur le côté du bâtiment servent de renforcement sismique et aussi de renforts pour les portes des salles des machines à chaque étage. Comme dans l'ancien Keio Plaza Hotel, certaines sorties de secours sont exposées à l'extérieur du bâtiment afin d'empêcher la fumée de s'accumuler en cas d'incendie.
En 2013, Mitsui Fudosan et Kajima Corporation ont commencé à installer six pendules massifs sur le toit du bâtiment pour contrer les mouvements du sol. Les pendules doivent réduire l'effet de la magnitude des tremblements de terre, comme celui survenu dans l'Est du Japon en 2011.